# Pukinmäki (stacja kolejowa)
Pukinmäki (szw. Bocksbacka) – stacja kolejowa w Helsinkach w dzielnicy Pukinmäki, część kolei aglomeracyjnej. Stacja znajduje się na wiadukcie ponad obwodnicą Kehä I. Znajduje się 3 km od stacji Oulunkylä i 2 km od stacji Malmi.
| Pukinmäki                             |  |                           |
| Linia Helsinki – Riihimäki (9,300 km) |  |                           |
| Oulunkyläodległość: 3,000 km          |  | Malmi odległość: 2,000 km |